# Chanté Moore
Chanté Moore (San Francisco, 1967. február 17. –) amerikai énekesnő, dalszerző, televíziós személyiség. A Soul Train Music Awards és az American Music Awards díjak nyertese. A „Chanté's Got a Man” című kislemezzel a Billboard Hot 100 top 10-es listájába került. A „Waiting to Exhale” című film zenéjében való közreműködése miatt jelölést kapott az „Év Albuma díj”-ra, ami tulajdonképpen Grammy-díj jelölést jelent.

## Pályafutása
Moore 1992-ben adta ki debütáló albumát, a „Precious”-t, amely aranylemez lett az amerikai piacon, a Billboard 200-as listáján pedig a 101. helyre került. 1994-ben kiadta második albumát, és dolgozott a „Waiting to Exhale” című film öt dalán. Az album 11 jelölést kapott az 1997-es Grammy-díjátadón, köztük egyet az „Év albuma” kategóriában, és elnyert egy American Music Awardot a „Legjobb filmzene” kategóriában.
1999-ben érte el első top 10-es slágerét a Billboard Hot 100-on, amely az Egyesült Államokban aranylemez minősítést kapott 500 000 eladott lemezzel. Ezt követően kiadta harmadik albumát, a „This Moment Is Mine”-t, amely a Billboard 200-as listáján a 31. lett. 2000-ben, miután megkapta első „Soul Train Music Award” jelölését, és kiadta az „Exposed” című albumot. Az albummal megszerezte első Grammy-jelölését és kapott egy „Soul Music Train Award” díjat is.
2003-ban és 2006-ban két közös albumot adott ki akkori férjével, Kennny Lattimore-ral, amelyek a Billboard 200-as listáján a 31., illetve a 95. helyen szerepeltek. E két megjelenés között 2004-ben a kiadta a „20th Century Masters − The Millennium Collection” című válogatásalbumot.
2008-ban, miután lemezszerződést kötött a Peak Recordsszal, Moore kiadta náluk a „Love the Woman” című albumot. 2009-ben, egy turné után, Moore színpadon szerepelt a „Gospel! Gospel!” gospel-musicalben. 
2012-ben Donna Summer emlékére adott elő egy dalt a BET Award for Best Actor-on. 2013-ban a „Moore Is More!” című albumot arta ki, és részt vett az R&B Divas: Los Angeles című valóságshow-ban. A program következő évadaira is megerősítették a szereplését. 2014-ben szerepelt egy újabb színházi előadásban, a „Jubilee!”-ben.
2017-ben két albumot adott ki: „The Rise of the Phoenix, Christmas Back to You”. 2023-ban jelent meg Eric Benéttel közös duettalbuma.

## Albumok
- 1992: Precious
- 1994: A Love Supreme
- 1999: This Moment Is Mine
- 2000: Exposed
- 2003: Things That Lovers Do (és Kenny Lattimore)
- 2004: 20th Century Masters: The Millennium Collection
- 2006: Uncovered/Covered (és Kenny Lattimore)
- 2008: Love the Woman
- 2013: Moore Is More
- 2017: The Rise of the Phoenix
- 2017: Christmas Back to You
- 2019: Fresh Love

## Filmek
- Chanté Moore az IMDb-n

## Díjak
- 1996: NAACP Image Awards: Outstanding Album
- 1997: American Music Awards
- 2002: Best R&B/Soul Single
- 2013: UB Honors: Best Independent R&B Album

## Fordítás
- Ez a szócikk részben vagy egészben  a   Chanté Moore című olasz Wikipédia-szócikk ezen változatának fordításán alapul.  Az eredeti cikk szerkesztőit annak laptörténete sorolja fel. Ez a jelzés csupán a megfogalmazás eredetét és a szerzői jogokat jelzi, nem szolgál a cikkben szereplő információk forrásmegjelöléseként.